# 鳥居村
鳥居村（とりいむら）は長野県上水内郡にあった村。現在の長野市豊野地区の東半にあたる。

## 地理
- 河川：千曲川、鳥居川、浅川

## 歴史
- 1889年（明治22年）4月1日 - 町村制の施行により、浅野村・大倉村・蟹沢村および川谷村の一部（谷組）の区域をもって発足。
- 1954年（昭和29年）7月1日 - 神郷村と合併して豊野村が発足。同日鳥居村廃止。

## 経済
農業
『大日本篤農家名鑑』によれば鳥居村の篤農家は、「霜村喜市、宮本多作、榎田松太郎、宮澤健治、早川五郎太、坂本瀬兵衛」などがいた。

## 交通

### 鉄道路線
- 日本国有鉄道
  - 飯山線
    - 信濃浅野駅

村域を信越本線も通過したが、駅は所在しなかった。また、旧村域に飯山線立ケ花駅が所在するが、当時は未開業。

### 道路
- 国道18号
- 国道117号